# Alexander Herrmann (Maler)

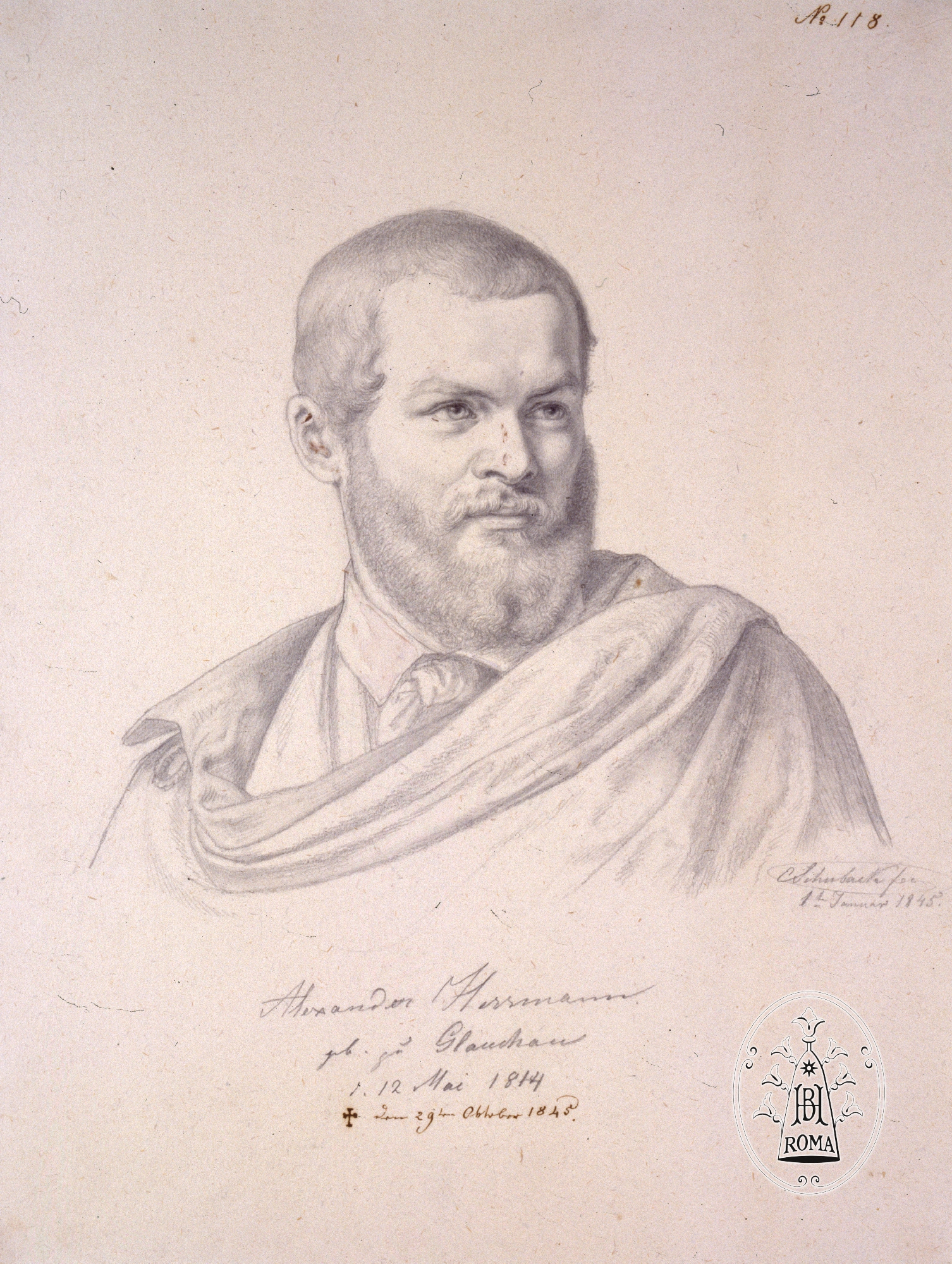
Alexander Herrmann, gezeichnet von Emil Schuback, Rom 1845

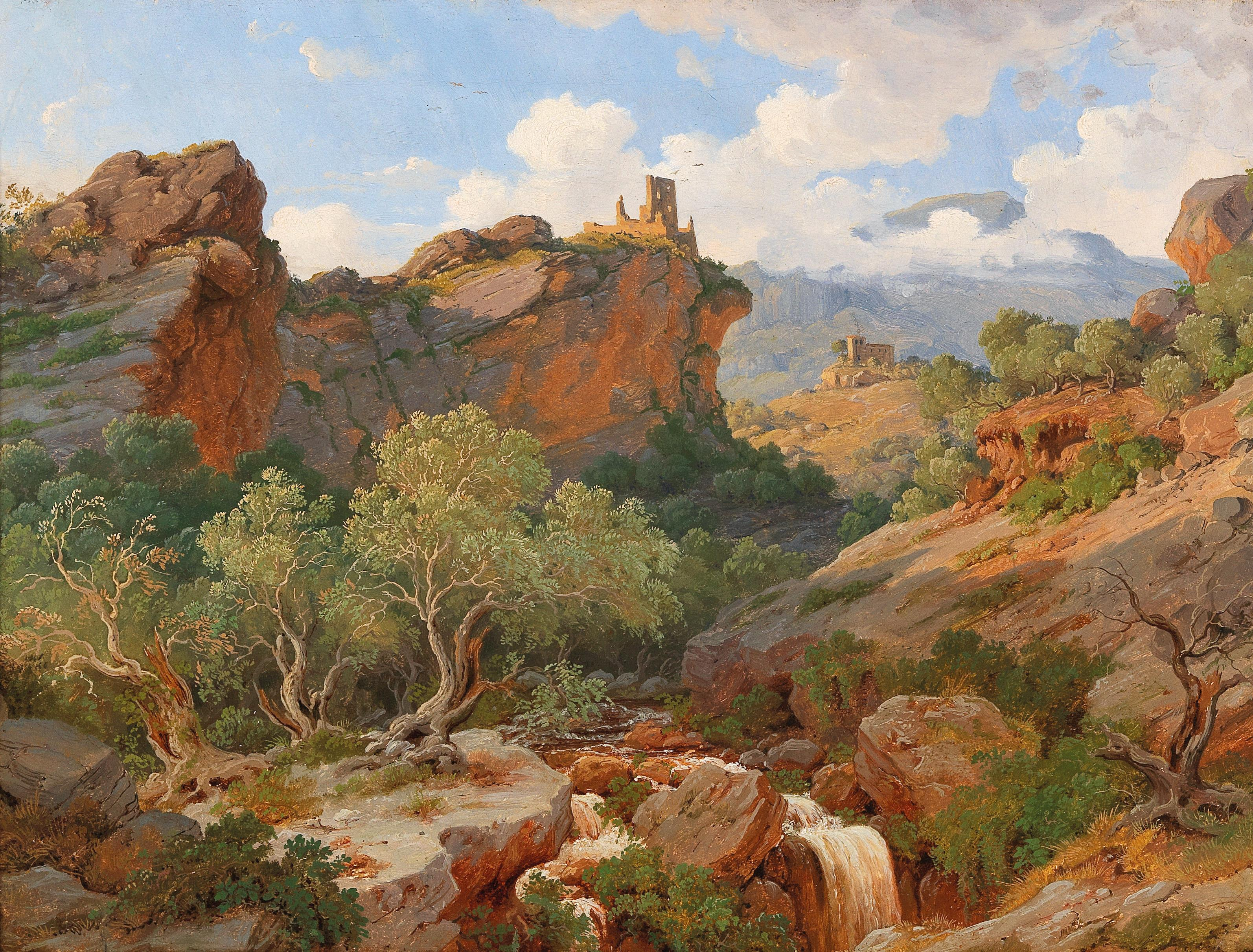
Landschaft bei Arco am Gardasee

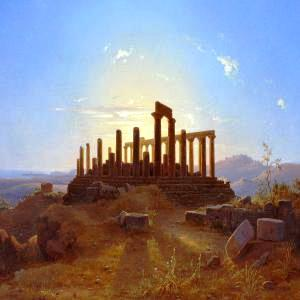
Das Tal der Tempel (Bildausschnitt)

Alexander Herrmann (* 1. Mai 1814 in Glauchau; † 29. Oktober 1845 in Rom) war ein deutscher Architektur- und Landschaftsmaler.

## Leben
Geboren in Glauchau, studierte Alexander Herrmann von 1831 bis 1835 an der Akademie der bildenden Künste nebst Bauschule in Dresden bei Joseph Thürmer und Gottfried Semper. 1838 ging Herrmann nach München und zog im Jahre 1839 nach Italien, wo er sich vorwiegend in Rom aufhielt und der Gruppe der Deutschrömer anschloss. Reisen von dort führten Alexander Herrmann nach Olevano, Sizilien, an den Gardasee, wo er in 1843 den Romantiker Heinrich Dreber, den dänischen Landschaftsmaler Niels Frederik Martin Rothe (1816–1880) und Emil Gottlieb Schuback antraf, und wiederholte Male nach Venedig.
Hauptsächlich als Architektur- und Landschaftsmaler tätig, stellte Herrmann in den Jahren 1837 bis 1845 im Leipziger Kunstverein, 1842 und 1844 in der Ausstellung der Berliner Akademie sowie im Sächsischen Kunstverein aus.
Schuback fertigte im Januar 1845 noch eine Porträtzeichnung von ihm an. Im Oktober desselben Jahres war Alexander Herrmann in Rom verstorben und wurde dort auf dem Protestantischen Friedhof beerdigt.

## Werke (Auswahl)
- Pulverturm in Prag, Aquarell und Bleistift
- Alte Dorfkirche in Coswig, Aquarell und Bleistift (um 1834)
- Tor und Hof der Akademie in Venedig, Aquarell (1837)
- Landschaft bei Arco, Öl auf Papier (1839)
- Taufbecken in der Kirche San Zeno Maggiore in Verona, Aquarell (1839)
- Taufkapelle in San Marco zu Venedig, Aquarell (1839)
- Hafen von Palermo mit Santa Maria della Catena, Öl auf Leinwand
- Messe in der Cappella Palatina im Königspalast in Palermo, Öl auf Papier
- Messe in der Kathedrale Santa Maria Nuova in Monreale bei Palermo, Öl auf Papier (1840)
- Ruinen von Paestum (1840)[3]
- Am Brunnen, Öl auf Leinwand (1841)[4]
- Das Tal der Tempel in Agrigent, Öl auf Leinwand (1842)